# Flarkens kapell

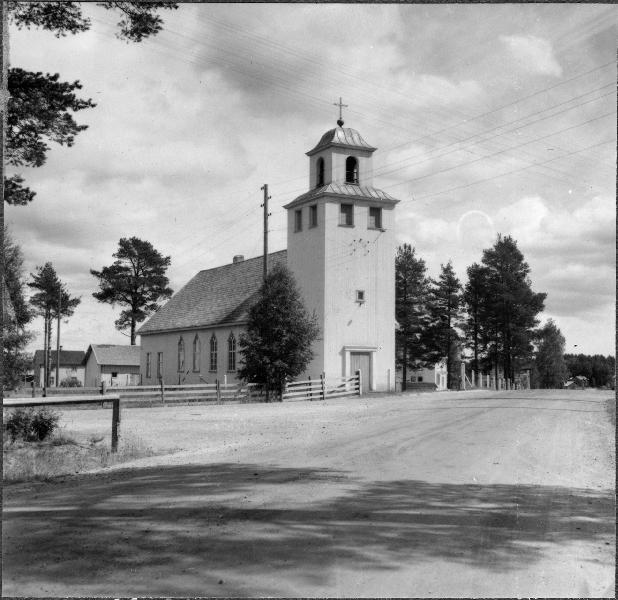
Flarkens kapell.

Flarkens kapell är en kyrkobyggnad i Flarken i Robertsfors kommun.

## Historia
Kapellet är från 1920 och byggdes av byborna själva.
Arkitekten var Oscar Pettersson. Stilmässigt visar kapellet äldre drag och möjligen har det uppförts tidigare på annan plats och flyttats hit 1920. Kapellet ombyggdes 1941 under ledning av arkitekten Otto Isberg. Västtornet tillbyggdes 1987–88 efter en genomgripande restaurering av arkitekten Ragnar Lundberg.
Kapellet ägs av en ideell förening i byn.

## Kyrkobyggnaden
Kapellet består av ett långhus med sadeltak och ett västtorn. Fasaden är klädd med vitmålad stående träpanel. Långhuset har spetsiga fönster och taket är belagt med plåt. Kapellets innertak är brutet och indelat med ett listverk. Väggarnas träpanel är målad med ljust rosa färg. Kapellet har en stor orgelläktare ovanför entrén, tillbyggd 1958. Altartavlan är ett verk av David Wretling.